# A201 (Belgische Kraftfahrstraße)
Die belgische Kraftfahrstraße und ehemalige Autobahn (bis 2022) A201 verbindet den Flughafen Brüssel-Zaventem mit dem NATO-Hauptquartier und der Innenstadt Brüssels. Ihre Gesamtlänge beträgt zirka fünf Kilometer.

## Verlauf
Die A201 beginnt am Brüssler Flughafen. Sie verläuft in südlicher Richtung in Richtung Brüssel. Auf der kurzen Strecke kreuzt sie den Brüsseler Ring (R0) im Anschlussstelle Zaventem in Machelen. Außerdem führt eine Anschlussstelle zum Zentrum von Zaventem und zum NATO-Hauptquartier, bevor sie in die Nationalstraße N22 übergeht.

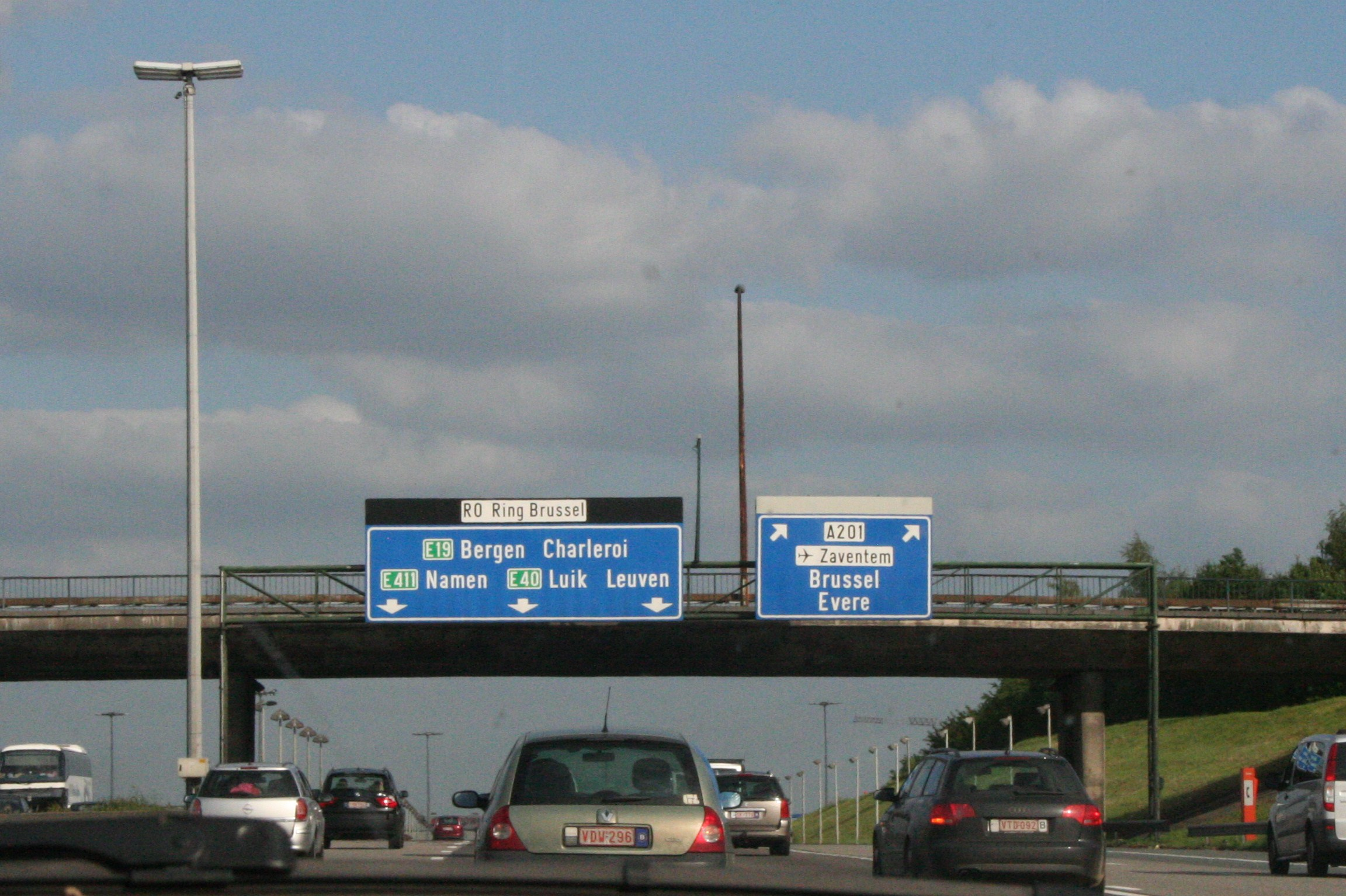
Brüsseler Ring – Ausfahrt auf die A201 Richtung Brüssel